# Oblate di San Benedetto, ancelle dei poveri
Le Oblate di San Benedetto, Ancelle dei Poveri (in francese Servantes des Pauvres d'Angers, Oblates de Saint-Benoît) sono un istituto religioso femminile di diritto pontificio: le suore di questa congregazione pospongono al loro nome la sigla O.R.S.B.

## Storia
La congregazione fu fondata ad Angers dal benedettino di Solesmes Camille Leduc (1819-1895) con l'aiuto di suor Agnese di Gesù Bondu.
L'istituto si diffuse rapidamente in Francia e nel 1966 fu aperta la prima missione in Senegal.
Le Ancelle dei Poveri ricevettero il pontificio decreto di lode il 16 luglio 1887 e le sue costituzioni ottennero l'approvazione definitiva della Santa Sede il 16 gennaio 1928.

## Attività e diffusione
Le finalità della congregazione sono l'assistenza e la cura di poveri a ammalati.
Oltre che in Francia, sono presenti in Belgio e Senegal; la sede generalizia è ad Angers.
Alla fine del 2008 la congregazione contava 142 religiose in 12 case.